# Liste der Bodendenkmale in Techelsdorf
In der Liste der Bodendenkmale in Techelsdorf sind die Bodendenkmale der Gemeinde Techelsdorf nach dem Stand der Bodendenkmalliste des Archäologischen Landesamts Schleswig-Holstein von 2016 aufgelistet. Die Baudenkmale sind in der Liste der Kulturdenkmale in Techelsdorf aufgeführt.
| Denkmal-ID           | Befundart          | Bezeichnung                                    | Zeitstellung | Lage | Bemerkungen | Bild |
| -------------------- | ------------------ | ---------------------------------------------- | ------------ | ---- | ----------- | ---- |
| aKD-ALSH-Nr. 003 522 | Befestigung > Burg | Burg / Motte / Ringwall / Turmhügel „Wischhof“ | Mittelalter  |      |             |      |